# Rosario Uriarte de Atilano
Rosario Uriarte de Atilano (Culiacán, Sinaloa 1910-2009), conocida como Chayo Uriarte, fue una poeta y columnista mexicana.Recibió el premio Sixto Osuna en los Juegos Florales de Mazatlán en 1955 por el poema Ausencia sin olvido y el Premio Jalisco en 1956 por el libro En el final del cuento. 

## Biografía
Chayo Uriarte nació en Culiacán, Sinaloa, en 1910 y vivió sus años de infancia y adolescencia en Mazatlán. En Mazatlán trabajó en la superintendencia del Ferrocarril Sud Pacífico de México y esta compañía la trasladó en 1932 a sus oficinas generales, en Guadalajara. A los pocos meses de vivir en la capital de Jalisco, sus poemas comenzaron a publicarse en periódicos y revistas dentro y fuera del país. Su primer poema Ven, hermano apareció en 1933, en el diario tapatío  El Informador. En 1935 se publicó Cosecha,su primer libro de poemas, impreso por la Editorial Font. 
Durante los primeros años de su trayectoria en las letras, Chayo Uriarte contó con el apoyo del ingeniero Agustín Basave del Castillo Negrete, maestro de literatura castellana (y director en repetidas ocasiones) de la Preparatoria de Jalisco. Basave guio a Uriarte en sus lecturas, descubrió su facultad de escribir y financió, junto con otros amigos de la autora, la publicación de Cosecha. El libro se presentó en el Centro Español, en un recital acompañado por la pianista Otilia Figueroa. En la ciudad de Guadalajara de los años treinta y principios de los cuarenta, que Uriarte describió como "entrañable y provinciana", el Centro Español, el Círculo Francés (donde José Arriola Adame dictaba conferencias sobre música) y sobre todo, el Salón de Actos del Museo del Estado, servían de recinto a las manifestaciones artísticas, literarias y musicales de talentos locales, entre los cuales, además de Uriarte, figuró la poeta Rosario Sansores.
En su primera visita a la Ciudad de México en 1935, gracias a las recomendaciones de Agustín Basave, Chayo Uriarte conoció a José de Jesús Núñez y Domínguez, escritor y secretario del Museo Nacional de Antropología e Historia. Núñez y Domínguez dedicó comentarios positivos a los poemas de Uriarte en el suplemento "Jueves" del periódico Excélsior y junto al poeta Luis Rosado Vega, organizó un recital de la autora en la Sala de Conferencias y Música (hoy Sala Manuel M. Ponce), del Palacio de Bellas Artes. 
Durante su estancia en la capital, Uriarte se integró al Ateneo Mexicano de Mujeres, por invitación de Amalia González Caballero de Castillo Ledón, entonces presidenta de la organización, directora de Acción Cívica y más tarde Subsecretaría de Cultura en México.
En 1940 se publicó su segundo libro de poesías, Musgo, de Editorial Font, con prólogo de Enrique González Martínez, quien también se encargó de presentarlo en la Sala de Conferencias del Palacio de Bellas Artes, en Ciudad de México, con el apoyo del Ateneo Mexicano de Mujeres. Musgo ostenta un retrato de la autora, del pintor Rubén Mora Gálvez.
En 1941 Rosario Uriarte contrajo nupcias con Andrés Atilano Peña, compañero de la compañía Ferrocarril Sud Pacífico. Sobre el matrimonio, la poeta escribió en Collage: "enriqueció mi vida y ha sido fuente inagotable de alegría y bendiciones para mi pequeño mundo: mi casa, mis cinco hijos, mi marido... ese pequeño mundo amado y propio, sencillo y cotidiano, venero de inspiración, en el que se hunden y se confunden mis obligaciones hogareñas con mi oficio de escribir".
De 1959 a 2005 escribió la columna Las cosas pequeñas, que apareció en varios periódicos de provincia, entre ellos El Porvenir de Monterrey y El informador de Guadalajara. Una compilación de estos textos fue publicada en 2004.  
Conocida por su personalidad sencilla y acogedora, además del Ateneo Mexicano de Mujeres, Uriarte formó parte, en su juventud, del club de mujeres Orquídeay en 1963 fue socia fundadora de la Unión Femenina Iberoamericana de Guadalajara, misma que presidió de 1967 a 1970. Esta agrupación se creó para trabajar por la difusión cultural y una mejor asistencia social, especialmente, en favor de la niñez. 
La publicación de Rubí, en 1973 marcó el 40 aniversario de Uriarte como poeta, en él se incluyen sus libros anteriores y una selección de poemas inéditos e íntimos, reflejo del transcurrir de su vida. Fue editado en los Talleres Linotipográficos "Vera", con portada y viñetas del pintor Alfonso de Lara Gallardo. Se presentó en el Teatro Experimental de Jalisco en una velada organizada por la Union Femenina Iberoamericana y el Gobierno del Estado de Jalisco.
En 1983, en su aniversario de oro como escritora, Chayo Uriarte fue homenajeada por sus compañeras de la Union Femenina Iberoamericana en la Galería Municipal "Jaime Torres Bodet", con presencia del notable pianista José de Jesús Oropeza. El libro Collage, de 1989, fue presentado en la Feria Nacional del Libro y la Cultura de Guadalajara. Su obra se ha incluido en la Antología de poetas sinaloenses, compilada por Ernesto Higuera; y en el tomo XII de la Enciclopedia de México. El gobierno de Mazatlán nombró, en su honor, al Andador Rosario Uriarte de Atilano.

## Obra
- Cosecha 1935
- Musgo 1940
- Esta es mi vida hoy 1946
- En el final del cuento 1956
- Rubí 1973
- Collage 1989
- A corazón abierto 1993
- De Romances y corridos 1999
- Con mi niño en los brazos 2001
- Las cosas pequeñas 2004